# Município de Pierce (condado de Clermont, Ohio)
O município de Pierce (em inglês: Pierce Township) é um município localizado no condado de Clermont no estado estadounidense de Ohio. No ano de 2010 tinha uma população de 14.349 habitantes e uma densidade populacional de 239,92 pessoas por km².

## Geografia
O município de Pierce encontra-se localizado nas coordenadas 39° 01′ 27″ N, 84° 15′ 58″ O. Segundo a Departamento do Censo dos Estados Unidos, o município tem uma superfície total de 59.81 km², da qual 59.18 km² correspondem a terra firme e (1.06%) 0.63 km² é água.

## Demografia
Segundo o censo de 2010, tinha 14.349 habitantes residindo no município de Pierce. A densidade populacional era de 239,92 hab./km². Dos 14.349 habitantes, o município de Pierce estava composto pelo 96.31% brancos, o 0.94% eram afroamericanos, o 0.19% eram amerindios, o 0.81% eram asiáticos, o 0.06% eram insulares do Pacífico, o 0.5% eram de outras raças e o 1.2% pertenciam a duas ou mais raças. Do total da população o 1.26% eram hispanos ou latinos de qualquer raça.